# Choupette
Katten Choupette, född 15 augusti 2011 i Fontaine-sous-Préaux i Seine-Maritime i Frankrike, är en katt (helig birma) som var den tyske designern Karl Lagerfelds husdjur från julen 2011 till Lagerfelds död den 19 februari 2019.

## Biografi
Choupette tillhörde ursprungligen den franske modellen Baptiste Giabiconi, som gav henne till Lagerfeld runt julen 2011, efter att Lagerfeld passat henne medan Giabiconi var utomlands.
I juni 2013 meddelade Lagerfeld att han önskade att gifta sig med Choupette. Han sa i en intervju med CNN: "Det finns ännu inget äktenskap mellan människor och djur... Jag trodde aldrig att jag skulle bli såhär kär i en katt."
Efter Lagerfelds död i februari 2019 pågick spekulationer om att Choupette skulle ärva en del av Lagerfelds förmögenhet. Lagerfeld hade tidigare sagt till Le Figaro att Choupette har sin egen lilla förmögenhet. Hon är en arvtagare.

### På sociala medier
Hennes första medieuppträdande gjordes via sociala nätverkstjänsten Twitter den 16 januari 2012, på kontot @ChoupettesDiary, en fansida av Ashley Schudin. I en intervju med Making It In Manhattan förklarar Schudin att "Twitterkontot ursprungligen skapades som ett skämt och lekfull satir för vad folk tror att modebranschen verkligen är."
Då Choupette figurerat på sociala medier och i modemagasin, sade Lagerfeld: "Människor är överväldigade av henne... Snart kommer människor att prata mer om Choupette än om mig!" I juni 2021 hade hon fler än 47 000 följare på Twitterkontot, som skapades till hennes ära.

### I modevärlden

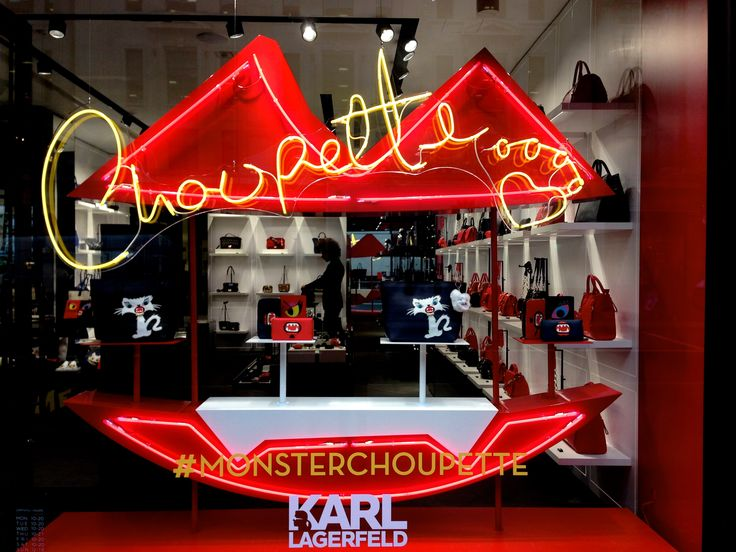
Skyltfönster på Regent Street i London.

I juli 2012 startades internetrykten om att Chanel skulle lansera en Choupetteinspirerad kollektion, efter en tweet av Cathy Horyn på New York Times. Det spekulerades att Choupette var väskan som bars av modeller i Lagerfelds Coutureshow hösten 2012. Detta bekräftades dock aldrig. Choupette har också krediterats som inspiration till Lagerfelds blå Coutureshow våren 2012, då han beskrivit hennes ögon som "blå, blå, blå, blå, blå".
Choupette har även dykt upp i flera fotograferingar, mest känt med Laetitia Casta i ett 10-sidors reportage i tidningen V i september 2012.
Choupettes egen sminkkollektion lanserades 2014 av den japanska modeskaparen Shu Uemura. I mars 2015 sa Lagerfeld i en intervju med The Cut att Choupette hade tjänat 3 miljoner euro under 2014 genom att delta i två projekt: en för bilar i Tyskland och det andra för en Shu Uemuras sminkkollektion i Japan.  Till 2021 har två böcker om Choupette givits ut.